# Pfarrkirche Ilz

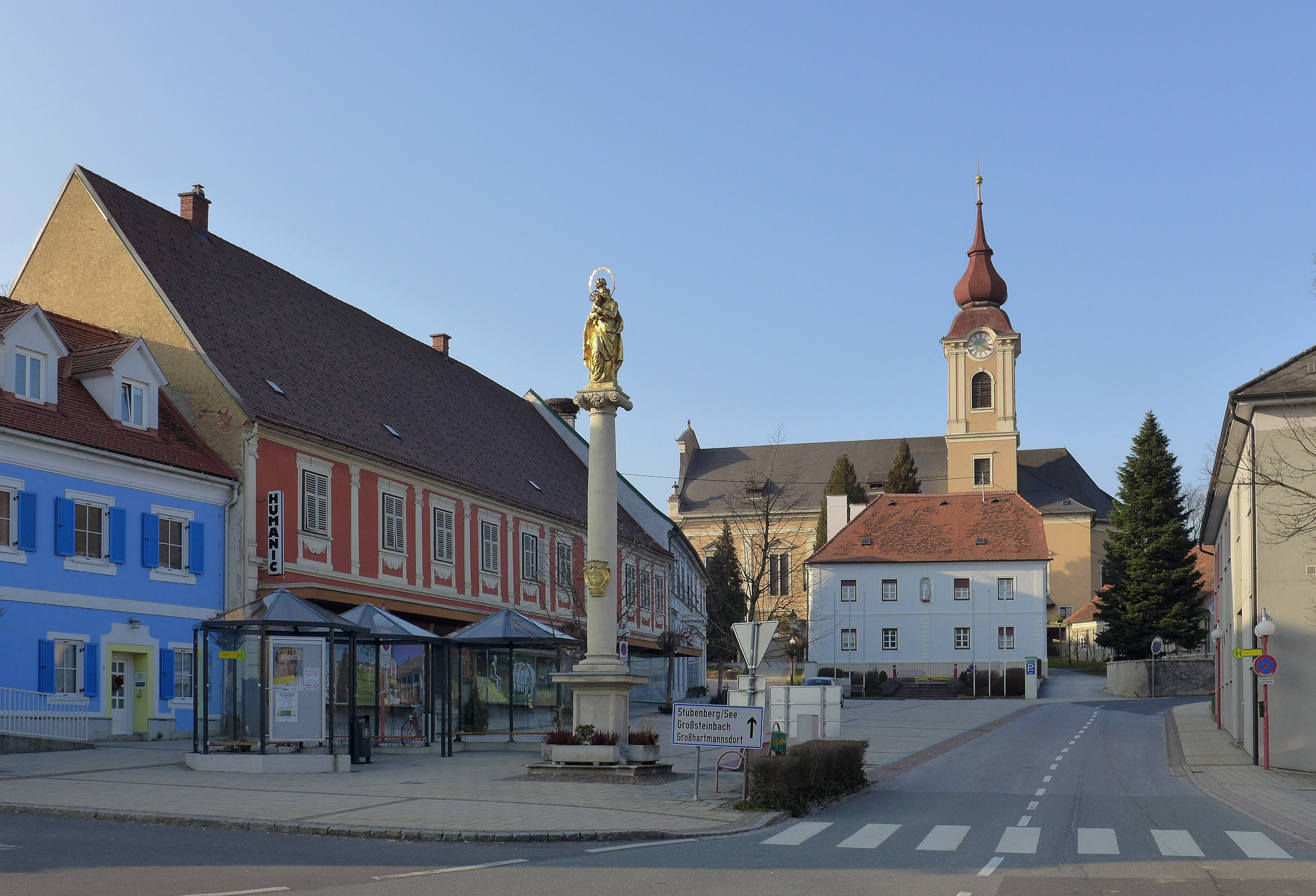
Katholische Pfarrkirche hl. Jakobus der Ältere in Ilz

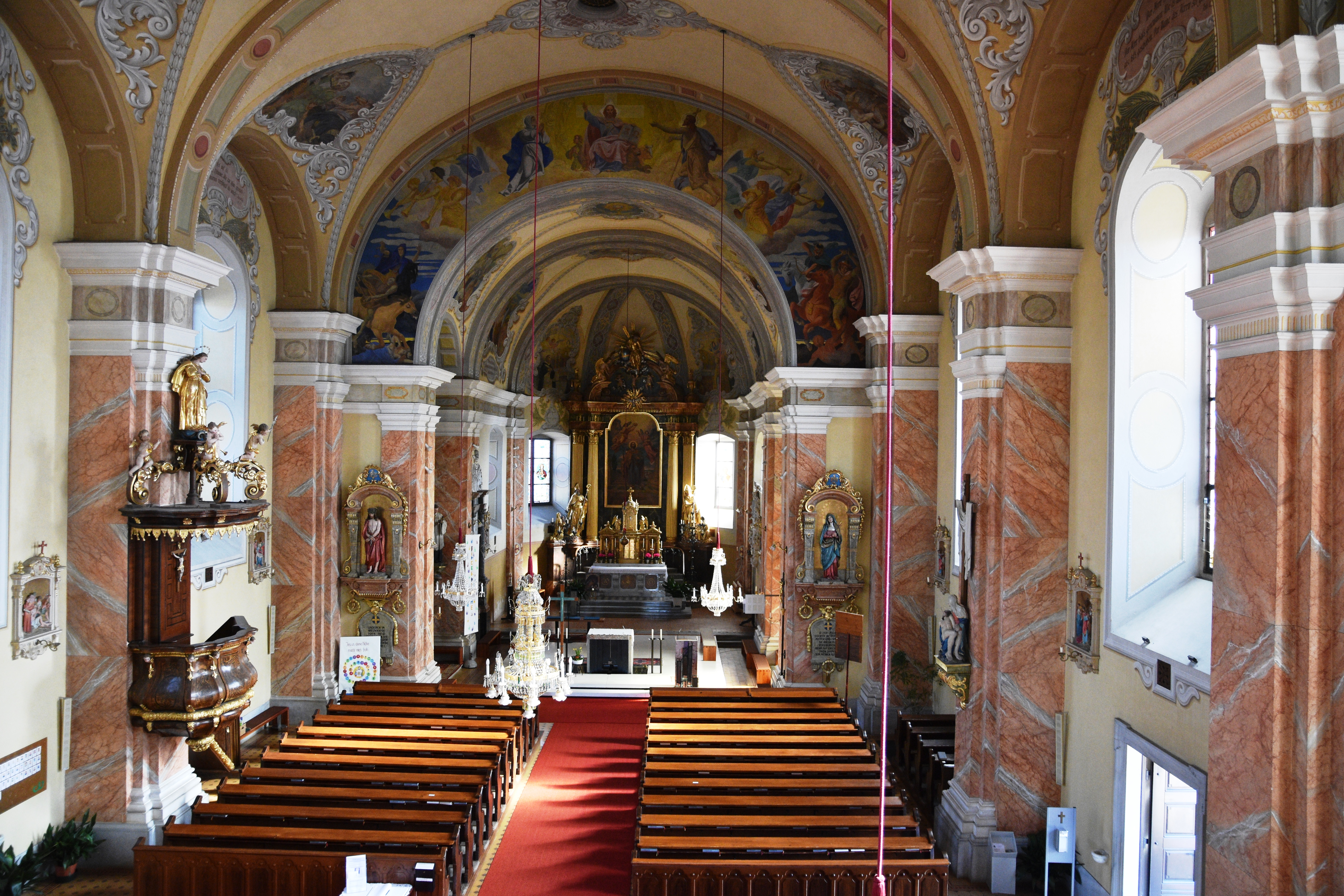
Langhaus, Blick in den Chor

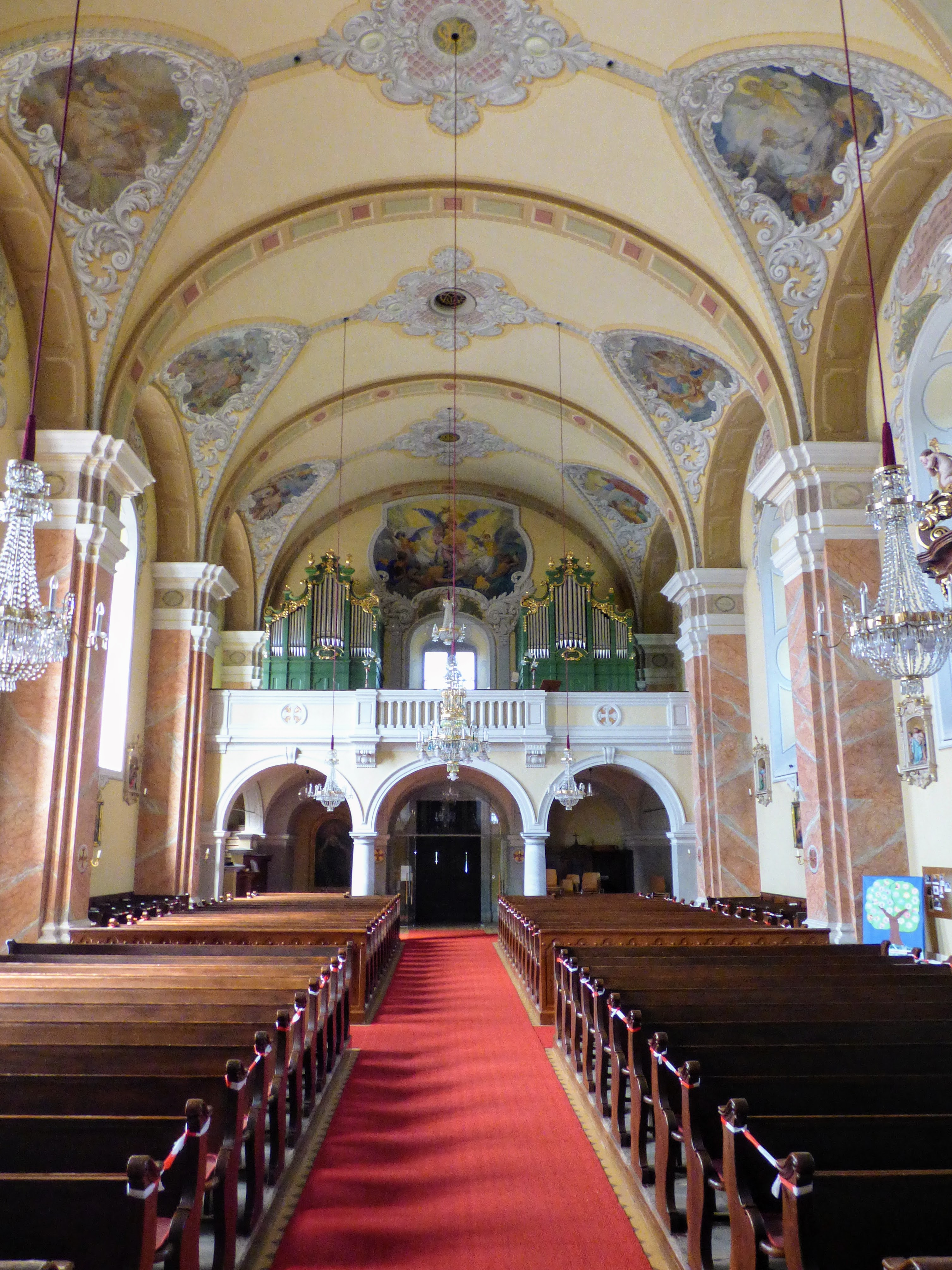
Langhaus, Blick zur Orgelempore

Die römisch-katholische Pfarrkirche Ilz steht in der Marktgemeinde Ilz  im Bezirk Hartberg-Fürstenfeld in der Steiermark. Die dem Patrozinium des hl. Jakobus der Älteren unterstellte Pfarrkirche gehört zum Seelsorgeraum Thermenland in der Region Oststeiermark der Diözese Graz-Seckau. Die Kirche steht unter Denkmalschutz (Listeneintrag).

## Geschichte
Seit 1400 ist eine Kirche nachweisbar. Im 17. Jahrhundert erfolgte ein Neubau unter Erhaltung des gotischen Langhausmauerwerks, der Chorschluss nennt die Jahreszahl 1671. 1910 erfolgte ein Umbau durch den Baumeister Johann Baltl.

## Architektur
Das einschiffige dreijochige Langhaus wurde beidseits um die Turmbreite erweitert und als Wandpfeilerkirche mit Stichkappentonnen erbaut. Der zweijochige Chor hat einen Dreiachtelschluss. Der Südturm wurde erhöht und erhielt einen Zwiebelhelm.
Die Glasfenster entstanden 1910. Der Freskenschmuck entstand 1919/1920 nach einem Entwurf von Ludwig von Kurz zum Thurn und Goldenstein.

## Einrichtung
Der Hochaltar aus 1783 hat einen erneuerten Unterbau und zeigt das Bild hl. Jakobus von Ludwig von Kurz zum Thurn und Goldenstein.
Das zweiteilige Orgelgehäuse entstand 1928, die Orgel aus 2004 wurde von Christoph Allgäuer gefertigt.

## Grabdenkmäler
Außen an der Nordseite ein Grabstein zu A. Lueff 1695 und M. Moijor 1665.